# Pan American World Airways

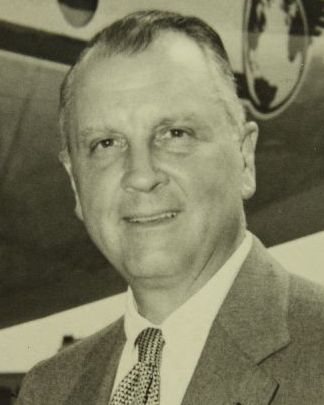
Pan Am directeur Juan Trippe

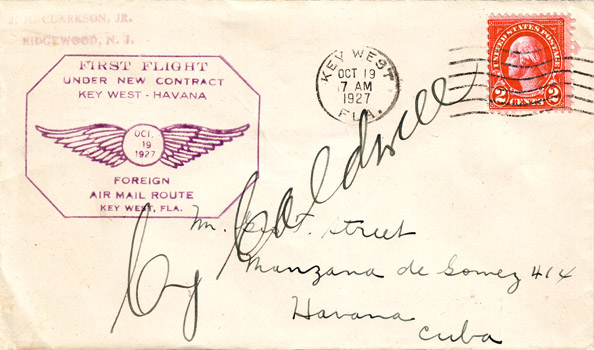
Eerste brief die gevlogen werd naar Havana met handtekening Caldwell

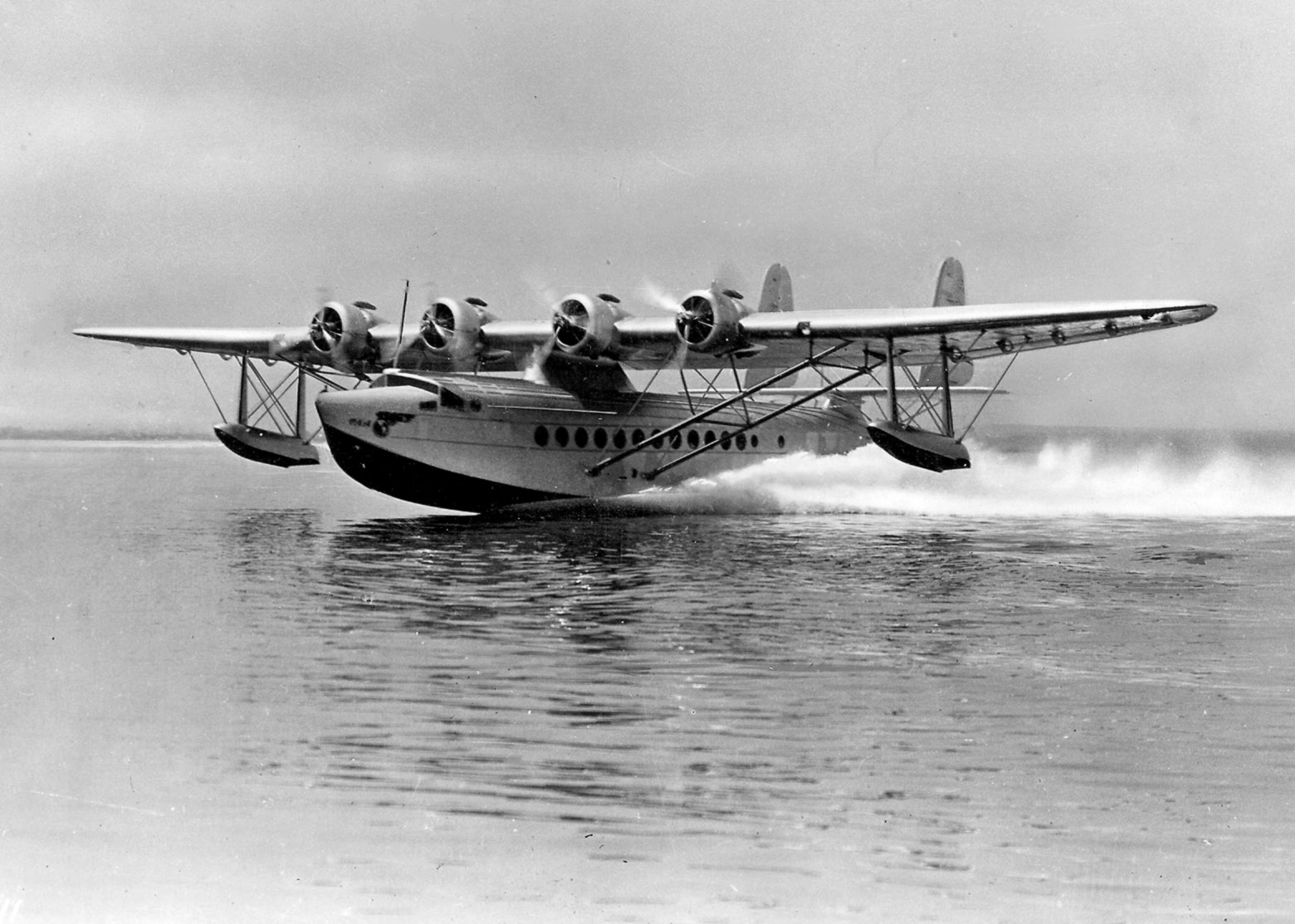
Sikorsky S-42 van Pan Am tijdens de start

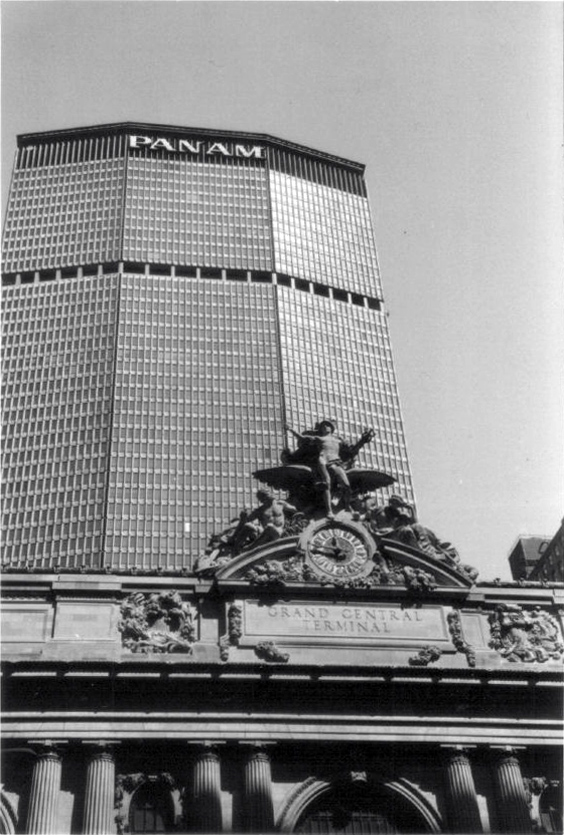
Pan Am hoofdkantoor in New York

Pan American World Airways, beter bekend als Pan Am (callsign: Clipper), was een toonaangevende Amerikaanse luchtvaartmaatschappij die werd opgericht in 1927 en failliet ging in 1991.

## Geschiedenis
Pan American Airways werd in 1927 opgericht door John K. Montgomery om mee te dingen naar een contract om Amerikaanse post te vervoeren tussen Key West (Florida) en Havana (Cuba). Atlantic, Gulf and Caribbean Air Lines, van Richard F. Lloyd, en Juan Trippe’s Aviation Corporation of America, wilden dit contract ook binnenhalen. Op aandringen van de Amerikaanse post fuseerden de drie maatschappijen met Lloyd als voorzitter en Trippe werd de president en algemeen directeur. Ze kregen het contract op 19 juli met de verplichting de postdienst op 19 oktober 1927 te beginnen. De aanleg van een startbaan in Florida leverde veel problemen op, hevige regens vernielden keer op keer de baan waardoor vliegtuigen niet konden opstijgen. Door op het allerlaatste moment het watervliegtuig, een Fairchild FC-2, van Cy Caldwell in te huren kon de dienst op tijd starten en bleef het contract geldig waarmee de basis voor Pan American was gelegd. Een gecharterde Fokker F.VII nam de dienst over. 

### Clipper-diensten
In de jaren dertig had PAA de behoefte aan een vliegboot met een groot bereik om langeafstandvliegdiensten over de oceaan uit te voeren. Er werden bestellingen geplaatst voor tien Sikorsky S-42-vliegboten en Glenn Martin maakte in 1935 drie toestellen van het type Martin M-130. Op 21 oktober 1936 startte de eerste dienst met dit vliegtuig. PAA zette de toestellen, de China Clipper, de Philippine Clipper en Hawaii Clipper, in voor diensten over de Grote Oceaan tussen San Francisco en Manilla. Deze reis duurde zo’n vijf dagen met tussenstops in Honolulu, Midway, Wake en Guam. Vanaf 1938 vlogen de vliegboten door naar Hongkong. Op de kleinere eilanden moest PAA eerst faciliteiten aanleggen, zoals werkplaatsen, weer- en radiostations, hotels voor de gasten en brandstoftanks, alvorens de dienst te kunnen beginnen. Later bestelde PAA twaalf Boeing 314's die meer passagiers en vracht konden meenemen en ook een groter bereik hadden. Deze kwamen in 1939 in dienst. In de jaren tot de Tweede Wereldoorlog, groeide de maatschappij uit tot de grootste ter wereld met een enorm netwerk aan verbindingen tussen de Verenigde Staten en bestemmingen in Azië en Latijns-Amerika.
In de jaren 50 en 60 kende de maatschappij haar grootste bloeiperiode. Als Pan American World Airways, maar meestal onder de naam Pan Am, zou het een leidende rol spelen bij enkele belangrijke ontwikkelingen in de luchtvaart. Op 26 oktober 1958 vloog het eerste Amerikaanse commerciële straalvliegtuig, een Boeing 707-121 (ontwikkeld uit de militaire KC-135) onder Pan Am-vlag van New York naar Parijs. Deze gebeurtenis was meteen ook het begin van een nieuw tijdperk in de luchtvaart, het straaltijdperk.

### Introductie Boeing 747
In 1965 overlegde Pan Am met Boeing over een contract voor de Boeing 747, die alleen nog op de tekentafel bestond. Trippe wilde als eerste met dit vliegtuig vliegen omdat de enorme capaciteit van dit toestel, tussen de 350 en 400 passagiers, zorgde voor een veel lagere ticketprijs waardoor steeds meer mensen gebruik konden maken van het vliegtuig. Pan Am zou hiermee de concurrentie een stap voor zijn. Pan Am was bereid 25 vliegtuigen van dit type te bestellen, en inclusief reserveonderdelen kwam de totale orderwaarde uit op 0,5 miljard dollar, een record voor de luchtvaartsector. Boeing eiste dat Pan Am de helft van dit bedrag zou aanbetalen alvorens het eerste exemplaar het luchtruim zou ingaan. Op 21 januari 1970 voerde Pan Am als eerste maatschappij ter wereld een vlucht uit met het eerste widebodyvliegtuig. Pan Am was lange tijd Boeings grootste klant voor de Jumbo Jet en bestelde er ruim vijftig stuks van.
De komst van de Boeing 747 viel in financieel moeilijke tijden. In 1971 leed het bedrijf voor het derde jaar op rij een nettoverlies waarmee het totale verlies van 1969-1971 uitkwam op $120 miljoen en Pan Am had ultimo 1971 een zeer hoge schuld van 1 miljard dollar. In 1972 kreeg Pan Am een nieuwe CEO, William Seawell, en hij greep hard in. Het aantal medewerkers daalde van 43.000 naar 27.000. De resultaten verbeterden niet direct, mede door de oliecrisis van 1973, en tussen 1972 en 1976 leed het bedrijf een totaal verlies van $244 miljoen. In 1977 kwam de omslag en Pan Am realiseerde een winst van $45 miljoen en in de eerste negen maanden van 1978 zelfs $123 miljoen.

### Overname National Airlines
Pan Am had alleen een internationaal netwerk. Het miste een binnenlands netwerk en was in het nadeel gekomen daar meer Amerikaanse maatschappijen toestemming kregen naar internationale bestemmingen te vliegen. Pan Am was altijd die mogelijkheid geweigerd, maar hierin kwam in 1978 verandering door de deregulering van de luchtvaartsector en een verbetering van de resultaten. Pan Am liet het oog vallen op National Airlines, een kleinere maatschappij met het hoofdkantoor in Miami en vooral actief in het oosten van het land en met trans-Atlantische diensten. Na een felle biedingsstrijd, Texas International Airlines van Frank Lorenzo en Eastern Airlines waren ook geïnteresseerd, won Pan Am met een bod van $374 miljoen. Pan Am had de 8350 personeelsleden van National beloofd dat er geen ontslagen zouden vallen, waarmee ook een belangrijke mogelijkheid om synergievoordelen te behalen wegviel. Pan Am had nu eindelijk een binnenlands netwerk, maar tegen zeer hoge kosten. De hoge overnamesom putte de financiële reserves van Pan Am uit en daarbovenop leed het bedrijf in 1980 een recordverlies van $248 miljoen. De verkoop van het Pan Am hoofdkantoor in New York voor $400 miljoen bood even respijt. In 1981 werd Seawell met vervroegd pensioen gestuurd.

### Het einde
In april 1985 maakten Pan Am bekend de Pacific-divisie te verkopen aan United Airlines. United betaalde hiervoor $750 miljoen. In 1982 en 1983 had United al eerder gepoogd de activiteiten over te nemen, maar was pas nu succesvol. Pan Am had het geld hard nodig om te overleven, het had gecumuleerde verliezen geleden van $762 miljoen sinds 1980, maar nam afscheid van de oudste en meest winstgevende activiteit. United nam naast de diensten diverse faciliteiten, 18 toestellen en 2700 personeelsleden over. In 1986 werd de verkoop afgerond. 
Na de Tweede Wereldoorlog was Pan Am een van de maatschappijen die mocht vliegen op Berlijn. Lufthansa was hiervan buitengesloten. Door de val van de Berlijnse Muur en het einde van de Koude oorlog kwam een einde aan deze bijzondere regeling. Lufthansa wilde de Duitse activiteiten van Pan Am overnemen. In september 1990 bereikten de twee overeenstemming. Pan Am verkocht de belangen voor $150 miljoen. In oktober dat jaar staakte Pan Am de diensten van diverse vliegvelden in de Bondsrepubliek op Flughafen Berlin-Tegel.
Als gevolg van de slechte publiciteit na de Lockerbie-aanslag en het uitbreken van de Golfoorlog, werd Pan Am in 1991 failliet verklaard, waarna het Europese netwerk door de Amerikaanse maatschappij Delta werd overgenomen. Alleen de vliegopleiding van Pan Am, de Pan Am International Flight Academy, is als enige onderdeel van het oorspronkelijke bedrijf blijven bestaan.

## Vloot
In 1990 bestond de vloot nog uit deze vliegtuigen:
| Type            | Aantal | Besteld | Passagiers (First/Business/Economy) | Opmerkingen                        |
| --------------- | ------ | ------- | ----------------------------------- | ---------------------------------- |
| Airbus A300B4   | 12     | -       | 254 (-/24/230)                      | -                                  |
| Airbus A310-200 | 7      | -       | 225 (-/18/207)                      | -                                  |
| Airbus A310-300 | 12     | -       | 196 (12/30/154)                     | -                                  |
| Boeing 727-200  | 91     | 9       | 145 (-/14/131)                      | Orders voor gebruikte vliegtuigen. |
| Boeing 737-200  | 5      | -       | 116 (-/21/95)                       | -                                  |
| Boeing 747-100  | 18     | -       | 377 (39/52/286)                     | -                                  |
| Boeing 747-200B | 7      | -       | 412 (21/44/347)                     | -                                  |
| Totaal          | 152    | 9       |                                     |                                    |

## Rampen
Bij twee van de bekendste luchtvaartrampen waren toestellen van Pan Am betrokken:
- Op 27 maart 1977 botste een Pan Am Boeing 747 "Clipper Victor" (Pan Am vlucht 1736) met de Boeing 747 "Rijn" (PH-BUF) van KLM (KLM vlucht 4805) op het Canarische eiland Tenerife, op de start- en landingsbaan. Hierbij kwamen 583 mensen om en 61 raakten gewond. Het KLM-toestel stond op het punt op te stijgen toen het botste met het taxiënde Pan Am-toestel. Het KLM toestel was, door communicatie-problemen, al aan haar start begonnen terwijl het Pan Am toestel nog op dezelfde startbaan reed. Dit is nog steeds de grootste ramp uit de luchtvaartgeschiedenis.

- Op 21 december 1988 werd Pan Am vlucht 103 getroffen door een door terroristen veroorzaakte bomexplosie in de voorste laadruimtes. Dit zorgde er uiteindelijk voor dat de Boeing 747 crashte nabij en deels op Lockerbie in Schotland. De 243 passagiers en 16 bemanningsleden van het vliegtuig, alsmede 11 slachtoffers op de grond lieten bij deze ramp het leven.

## Nieuwe bedrijven met de naam Pan Am
De merknaam Pan Am is na het faillissement in verschillende handen terechtgekomen. Tussen 1996 en 1998 werd weer onder de naam Pan Am gevlogen tussen de Verenigde Staten en bestemmingen in het Caraïbisch gebied. Daarna volgde een regionale luchtvaartmaatschappij in New England die tot 2004 onder de merknaam vloog. Via een zusterbedrijf ontstond ook een Pan Am in de Dominicaanse Republiek die tot maart 2012 als vliegende incarnatie nog steeds actief was, onder de naam Pan Am Dominicana.
In de Verenigde Staten komt de naam Pan Am verder voor als spoorwegmaatschappij, Pan Am Railways, actief in New England en de staat New York.

## Trivia
- In 1963 bouwde Pan Am haar hoofdkwartier in Manhattan: het Pan Am Building (nu MetLife Building) naast het Grand Central station, in die tijd het grootste kantoorgebouw ter wereld.
- Een jaar nadien werd de PANAMAC geïnstalleerd, een computer waarmee werknemers over de hele wereld reserveringen voor vluchten konden maken en informatie konden opvragen. Het systeem maakte gebruik van het 7080 Data Processing System van IBM. Daarmee was Pan Am de eerste maatschappij met een gecomputeriseerd reserveringssysteem.
- The Beatles kozen voor hun eerste trip naar de VS, in 1964, voor Pan Am.
- De luchtvaartmaatschappij komt ook aan bod in Stanley Kubricks bekende sf-film 2001: A Space Odyssey.
- Pan Am komt in de film Catch Me If You Can veelvuldig aan bod.
- In 2011 werd een televisieserie gemaakt over de lotgevallen van enkele Pan Am piloten en stewardessen.

## Naslagwerk
- (en)  Gandt, Robert: Skygods, the fall of Pan Am, 1995, ISBN 0-688-04615-0